# 74400 Streaky
74400 Streaky è un asteroide della fascia principale. Scoperto nel 1998, presenta un'orbita caratterizzata da un semiasse maggiore pari a 3,1212592 UA e da un'eccentricità di 0,0731871, inclinata di 10,10401° rispetto all'eclittica.